# Hoko mitu
Hoko mitu (Mitu mitu) je leskle černý pták z čeledi hokovitých. Dříve se vyskytoval v lesích severovýchodní Brazílie na území států Pernambuco a Alagoas, odkud pochází jeho anglický název Alagoas curassow. Nyní je v přírodě vyhynulý, v zajetí je chováno jen asi 130 jedinců.
Tento druh poprvé popsal v roce 1648 německý přírodovědec Georg Marcgrave. Následně byla existence ptáka zpochybňována kvůli nedostatku exemplářů. Dospělá samice hoka mitu byla znovu nalezena až v roce 1951 v pobřežních lesích brazilského státu Alagoas. Hoko mitu byl poté uznán jako samostatný druh. V té době už žilo ve volné přírodě v lesích kolem města São Miguel dos Campos méně než 60 jedinců. I přes snahu některých autorů v 70. letech 20. století, kteří poukazovali na vzácnost tohoto druhu a na ničení jeho přirozeného prostředí, poslední velké lesní plochy, které pro hoka představovaly útočiště, ustoupily plantážím cukrové třtiny.

## Popis
Dospělý hoko mitu měří přibližně 83–89 cm na délku. Pokrývá ho lesklé černé peří s modrofialovým nádechem. Má také velký, jasně červený zobák, po stranách zploštělý, s bílou špičkou. Stejně červeně zbarveny jsou i jeho nohy. Špičky ocasních per jsou světle hnědé barvy, s kaštanově zbarveným peřím pod ocasem. Má jako jediný hoko šedou skvrnu ve tvaru půlměsíce na kůži, která překrývá jeho ušní otvory. Pohlavní dimorfismus není výrazný: samice bývají světlejší barvy a o něco menší. V zajetí se ptáci mohou dožít i více než 24 let. Videozáznam v zajetí ukázal, že tento druh občas vydává vysoko položení cvrlikání.

## Výskyt a populace
Původní prostředí hoka mitu je subtropický nebo tropický nížinný deštný prales, kde konzumoval hlavně plody smutní, hřebíčkovce a hankornie ozdobné. V místě svého původního výskytu, ve státech Alagoas a Pernambuco v severovýchodní Brazílii, je vyhuben a přežívá pouze v zajetí.
V roce 2000 bylo v zajetí chováno 44 jedinců a v roce 2008 počet jedinců stoupl na 130. Hokové mitu jsou chováni ve dvou samostatných populacích. Přibližně 35 % jsou ale hybridi hoka mitu a hoka amazonského.

## Rozmnožování a chov

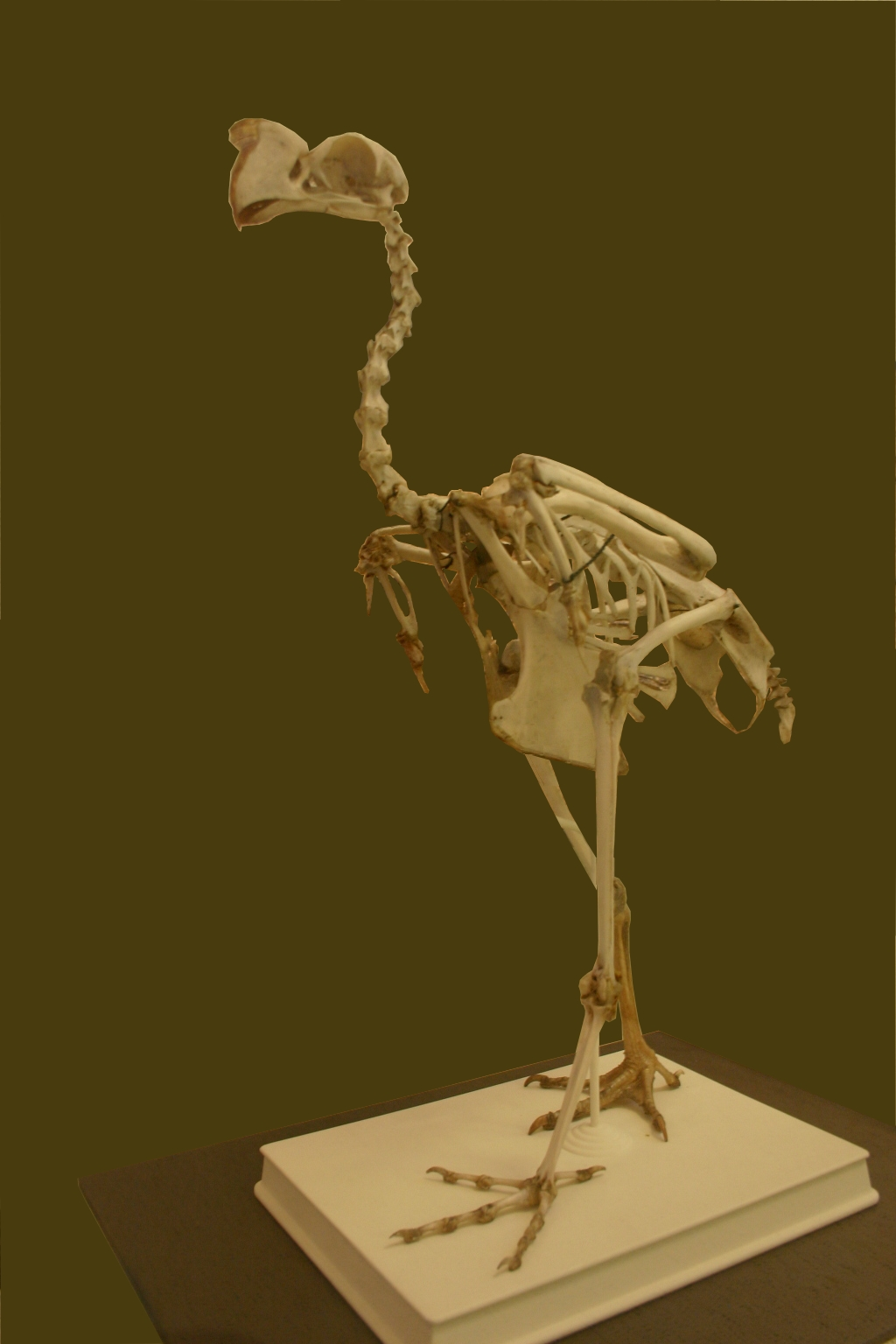
Kostra hoka mitua

Kvůli nemožnosti pozorovat hoky mitu v jejich přirozeném prostředí a nedostatku studií, které byly provedeny ještě před jeho vyhynutím ve volné přírodě, není známo příliš mnoho o jejich rozmnožovacích zvycích mimo zajetí. Samice hoků pohlavně dospívají ve věku asi 2 let. Inkubace vajec trvá cca měsíc. V zajetí mohou každý rok snést a vychovat mláďata z 2–3 vajec, při narození váží mláďata kolem 100 g. Mezi hoky došlo k větší genetické variabilitě po roce 1990, kdy byly zavedeny hybridní šlechtitelské programy; hokové mitu byli kříženi s blízce příbuznými hoky amazonskými.

## Taxonomie
Hoko mitu byl poprvé popsán německým přírodovědcem Georgem Marcgravem v jeho díle Historia Naturalis Brasiliae z 1648. Kvůli nedostatku informací a důkazů byl považován za již známého hoka amazonského, a to až do jeho znovuobjevení v roce 1951 v nížinných lesích Brazílie. Pereira a Baker ve své studii z roku 2004 seznali, že hoko mitu je v rámci svého rodu Mitu poměrně bazálním druhem a jeho blízkým příbuzným je hoko pruhoocasý, který stejně jako hoko mitu má hnědý eumelanin ve špičce ocasu. Evoluční linie hoka mitu má počátky v přelomu miocénu a pliocénu (přibližně před 5 miliony let), kdy došlo k izolaci populace hoků v refugiu v Atlantickém lese.

## Ohrožení a ochrana
Hoko mitu je ve volné přírodě vyhynulý, celková populace 130 ptáků přetrvává pouze ve dvou samostatných populacích v zajetí. Byl připraven plán na reintrodukci hoků, nicméně čelí četným problémům. I kdyby se populaci hoků podařilo rozmnožit do počtu jedinců, s nímž by se dala úspěšná reintrodukce provést, bylo by nutné tento druh znovu vysadit do jeho původní oblasti výskytu. Následkem expanze lidských sídlišť však téměř všechna přirozená stanoviště druhu zanikla. Bylo navrženo jedno potenciální místo reintrodukce. Musela by být ale přijata přísná bezpečnostní opatření, aby se zabránilo nezákonnému lovu zvířat po opětovném vysazení do přírody. Ideálními lokalitami by byly velké plochy lesů, jako jsou ty, které se nyní nacházejí v Usina Utinga-Leão a Usina Serra Grande.

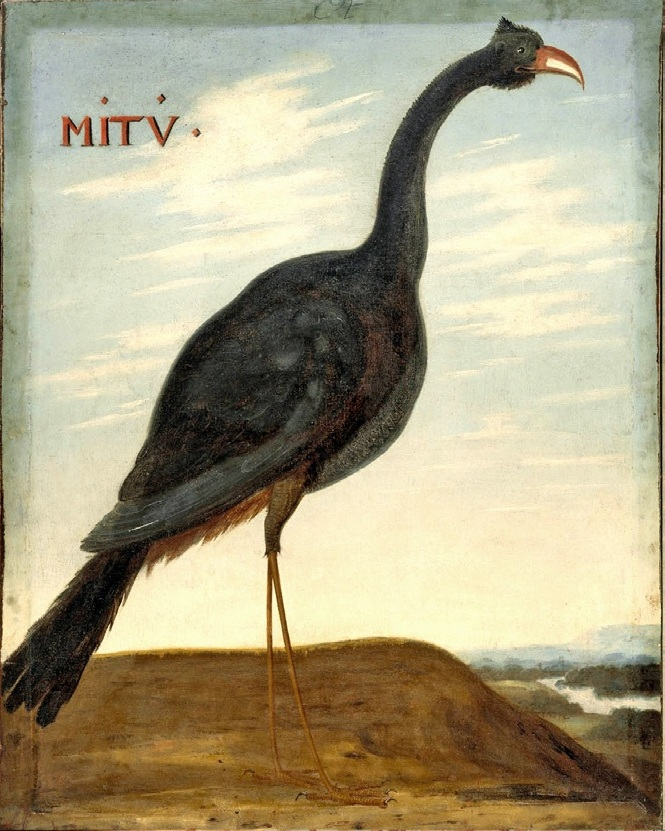
Ilustrace ze 17. století

Hoko mitu vyhynul ve volné přírodě v důsledku odlesňování a lovu. Poslední divoký jedinec byl viděn a zabit patrně v roce 1984, možná až v roce 1987 nebo 1988. Populace chovaná v zajetí byla často křížena s hokem amazonským a zbývá tak pouze několik desítek čistokrevných ptáků. Ti jsou udržováni a chováni ve dvou soukromých oddělených voliérách v Brazílii, především z důvodu nezájmu oficiálních státních orgánů kvůli dlouhodobým pochybnostem o platnosti taxonu tohoto druhu.

## Potrava a sociální život
Hoko mitu je známý tím, že konzumuje ovoce a ořechy. Ačkoli není známo mnoho informací o sociálním životě a chování tohoto druhu ve volné přírodě, bylo zjištěno, že obsah žaludku těchto ptáků obsahuje ovoce. Hokové si pochutnávají snad i na plodech rostliny z čeledi morušovníkovitých, Clarisia racemosa.
Vzhledem k nedostatku znalostí o chování hoků mitu ve volné přírodě se neví, jak ptáci interagují s jinými druhy, takže dopad jejich reintrodukce na interakce s jinými druhy obtížné předvídat. Například chápan chamek (Ateles chamek) také žere bobule z rostliny Clarisia racemosa, což by mohlo vést k potravní konkurenci s hokem mitu. Dalším potenciálním problémem je nedostatek genetické diverzity. Tu se vědci snaží udržet tím, že hoky v zajetí cíleně párují, aby nedošlo k další hybridizaci.